# アイ・ラヴ・フレンズ
『アイ・ラヴ・フレンズ』は、2001年に製作された日本の映画作品。ロケは京都府京都市を中心に行われた。

## あらすじ
聾者である写真家・山科美樹（忍足亜希子）はある日、道端で青年・柴田真（萩原聖人）と偶然出会う。柴田は交通事故で子供を轢いて死亡させてしまって以来、人との関わりを嫌っていたのだった。また、死亡した子供の母親も謝罪を受け入れられずにいた。柴田の消すことが出来ない記憶を知った美樹は、彼を励ますための思いがけない方法を思いつく。

## スタッフ
- プロデューサー：佐々木裕二・川崎多津也
- 監督・脚本：大澤豊
- 原作：山脇立嗣/戯曲『ずっと咲いてる』
原作を基に書きおこした書籍としては、東義久『アイ・ラヴ・フレンズ 小説版』（文理閣・2001年）がある。
- 撮影監督：岡崎宏三
- 美術：近藤司
- 編集：境誠一
- 音楽：佐藤慶子（サウンドトラック盤：BMGファンハウス）
- 主題歌：「FOR MY WAY」茜（Produced by SUGIZO）
- 製作助成：京都市
- 配給：協同組合 全国映画センター
- 特別協賛：日本生命保険相互会社、日本生命労働組合

## キャスト
- 山科美樹 - 忍足亜希子
- 山科優太 - 落合扶樹
- 山科遥 - 藤田朋子
- 柴田真 - 萩原聖人
- 松本庄吉 - 田村高廣